# Nuits parisiennes
Pour plus de détails, voir Fiche technique et Distribution.
Nuits parisiennes (titre original : Parisian Nights) est un film américain réalisé par Alfred Santell, sorti en 1925.

## Fiche technique
- Titre original : Parisian Nights
- Réalisation : Alfred Santell
- Scénario : Doty Hobart, Fred Myton
- Production : Gothic Pictures
- Photographie : Ernest Haller
- Musique : David Arkenstone
- Distribution : Film Booking Offices of America
- Durée : 70 minutes (7 bobines)[1]
- Date de sortie: 
  - États-Unis : 1er juin 1925

## Distribution
- Elaine Hammerstein : Adele
- Gaston Glass : Jacques
- Lou Tellegen : Jean
- William J. Kelly : Fontane
- Boris Karloff : Pierre
- Renée Adorée : Marie